# Myriam Fares
Myriam Fares (arab. ميريام فارس, mīryam fāris, ur. 3 maja 1983 w Kfar Shlel) – libańska wokalistka popowa oraz aktorka. Śpiewa tradycyjną muzykę arabską z elementami współczesnego popu, którą DJ remixują.
Jest jedną z najbardziej znanych wokalistek arabskich. Jest pierwszą arabską artystką, która łączy się z fanami za pośrednictwem aplikacji mobilnych. W 2009 roku znalazła się na liście 30 niesamowitych kobiet w świecie arabskim opublikowanej w magazynie „Arabian Woman”.

## Życiorys
Fares Myriam urodziła się w Kfar Shlel – małej wiosce w południowym Libanie, na wschód od Sydonu. W wieku pięciu lat uczęszczała na lekcje baletu klasycznego. Jej marzenie o zostaniu profesjonalną tancerką zaczęło się rozwijać w wieku dziewięciu lat, gdy dostała się do programu telewizyjnego „Al Mawaheb Al Saghira” emitowanego na antenie Télé Liban, w którym zdobyła pierwszą nagrodę w tańcu orientalnym. Później rozpoczęła naukę w Państwowym Konserwatorium Muzycznym, gdzie studiowała muzykologię przez cztery lata. 21 października 2003 wydała swój debiutancki album Myriam.
W 2008 roku pojawiła się w reklamach: szamponu do włosów Sunsilk oraz soczewek kontaktowych FreshLook. W 2009 roku zagrała swoją pierwszą rolę w filmie muzycznym Silina jako Faris.

## Dyskografia

### Myriam (2003)
1. Ana Wel Shoq
2. anas zaim habibi
3. La Tis’alni
4. Shou Badou
5. Inta el Hayat
6. Ahebbak Heil
7. Hal Gharam Mish Gharam
8. Ya Alem Bil Hal

### Nadini (2005)
1. Nadini
2. Aanadiya
3. Hasisni Beek
4. Haklek Rahtak
5. Leih Habibi
6. Maarafsh Had Bel Esmi Da
7. Haset B Aman
8. Khalini Teer
9. Zaalan Menni
10. Waheshni Eih

### Bet’oul Eih (2008)
1. Mouch Ananiya
2. Eih Yalli Byohsal
3. Bet’oul Eih
4. Betrouh
5. Iyyam El Chitti
6. Ana Albi Lik
7. Ala Khwana
8. Law Konte Radi
9. Moukanoh Wein

### Min Oyouni (2011)
1. Min Oyouni
2. Khalani
3. Walaou
4. Ya Sariah
5. Ah Youma
6. Artah
7. Sid Al Koul
8. Atlah
9. Kether Al Khayel
10. Min Oyouni (strumentale)
11. Khalani (strumentale)

## Filmografia
- 2009: Silina jako Faris
- 2010: Fawazeer

## Nagrody i wyróżnienia
- 1992: Pierwsze Miejsce w “Mawaheb Sagheera” w kategorii: Taniec orientalny.
- 2001: Pierwsze Miejsce w “Studio El Fan” w kategorii: Libańska Muzyka Popularna.
- 2004: “Najlepsza Młoda Artystka” i “Najlepszy Teledysk” (“Ana Wel Shoq”)
- 2006: “Najlepsza Młoda Piosenkarka”
- 2009: “Najlepszy Film muzyczny” (“Silina”).